# Herb gminy Kamienica
Herb gminy Kamienica – jeden z symboli gminy Kamienica, ustanowiony 29 marca 2007.

## Wygląd i symbolika
Herb przedstawia na tarczy koloru zielonego postać beskidzkiego zbójnika w stroju górali kamienicko-łąckich: narzuta z czerwoną krajką, białe spodnie z czerwonymi parzenicami, czarno-złoty szeroki pas z pistoletem, czarna zbójnicka czapka i ciupaga w ręku.